# Baudoinville (paquebot, 1939)
Pour les articles homonymes, voir Baudouinville.
Le Baudouinville est un paquebot de la Compagnie maritime belge lancé en 1939 pour assurer la liaison entre Anvers et le Congo belge. Il est saisi par les Allemands en juin 1940 dans le port de Bordeaux où il s'était réfugié. Transformé en navire-hôpital, sous le nom de Lindau puis en navire-caserne, il est alors basé à Nantes où il est gravement endommagé par un bombardement allié. Il est sabordé par les Allemands en août 1944 dans un bras de la Loire et il sera ferraillé à Anvers en 1946.

## Histoire
Commandé en 1937 avec l'aide de l'État au chantier naval Cockerill à Hoboken à Anvers, le  Baudouiville est lancé le 14 janvier 1939. Alors navire amiral de la compagnie, il mesure 165,11 m de long pour 20,60 de large et jauge 13 761 tonnes. Il est propulsé par deux moteurs diesel Bauer-Wach  délivrant une puissance de 11 400 cv. Comme beaucoup de paquebots de la compagnie belge (les « ville-boats »), il porte le nom d'une ville coloniale du Congo belge, Baudouinville (actuelle Moba), ces navires étant principalement destinés à assurer la liaison avec cette colonie. 
Il effectue l'année de son lancement,entre juillet et novembre 1939, trois allers-retours entre Anvers et Matadi et Boma, villes portuaires sur le fleuve Congo. En août 1939, au retour de son premier voyage vers le Congo belge, la compagnie le fait visiter dans le port d'Anvers aux participants du congrès international des ingénieurs navals qui se tient alors à Liège,. Un mois plus tard, avec le début de la Seconde Guerre mondiale et bien que la Belgique soit neutre, la compagnie, craignant un torpillage, le désarme et il reste alors à quai dans le port d'Anvers pendant la Drôle de guerre
Lors de l'invasion allemande de la Belgique en mai 1940, le port d'Anvers et le navire sont attaqués par l'aviation allemande. La compagnie maritime évacue ses paquebots Élisabethville, Albertville et Baudouinville, embarquant la direction et le personnel de la compagnie. Les navires partent alors se réfugier sur la côte atlantique française, d'abord au port de la Pallice puis à celui de Bordeaux. Après la capitulation belge, le Baudouinville est brièvement saisi par les autorités françaises, puis par les Allemands lorsqu'ils s'emparent de Bordeaux en juin 1940. En octobre 1941, il est reconverti en navire-hôpital de la Kriegsmarine et renommé Lindau. Il peut alors embarquer 943 malades. Armé par la Deutsche Afrika Linien (en), il est conduit à Nantes en 1943. Il y est une première fois attaqué par l'aviation alliée. Il va alors servir de Wohnschiff, navire-caserne, à partir de cette année-là. À l'été 1944, face à l'avancée américaine en Bretagne, les Allemands le saborde par mines dans le bras de Pirmil, un bras de la Loire à Nantes et y mette le feu le 10 août. Il est remis en état de flotter et, selon les sources, soit remorqué après guerre, en août 1946, à Anvers puis ferraillé l'année suivante à Boom soit convoyé en Angleterre dès 1944, stationnant un temps à côté du  Léopoldville, puis finalement amené à Anvers après guerre et ferraillé à Boom.

## Autres navires nommés Baudouinville
Deux autres paquebots de la compagnie maritime belge furent nommés Baudouinville, l'un lancé en 1950 qui prendra le nom de Thysville lors du lancement d'un nouveau Baudouinville en 1957. Ce dernier sera revendu dès 1961 avec l'indépendance du Congo belge et après plusieurs changements de propriétaires, sera ferraillé en 1996.

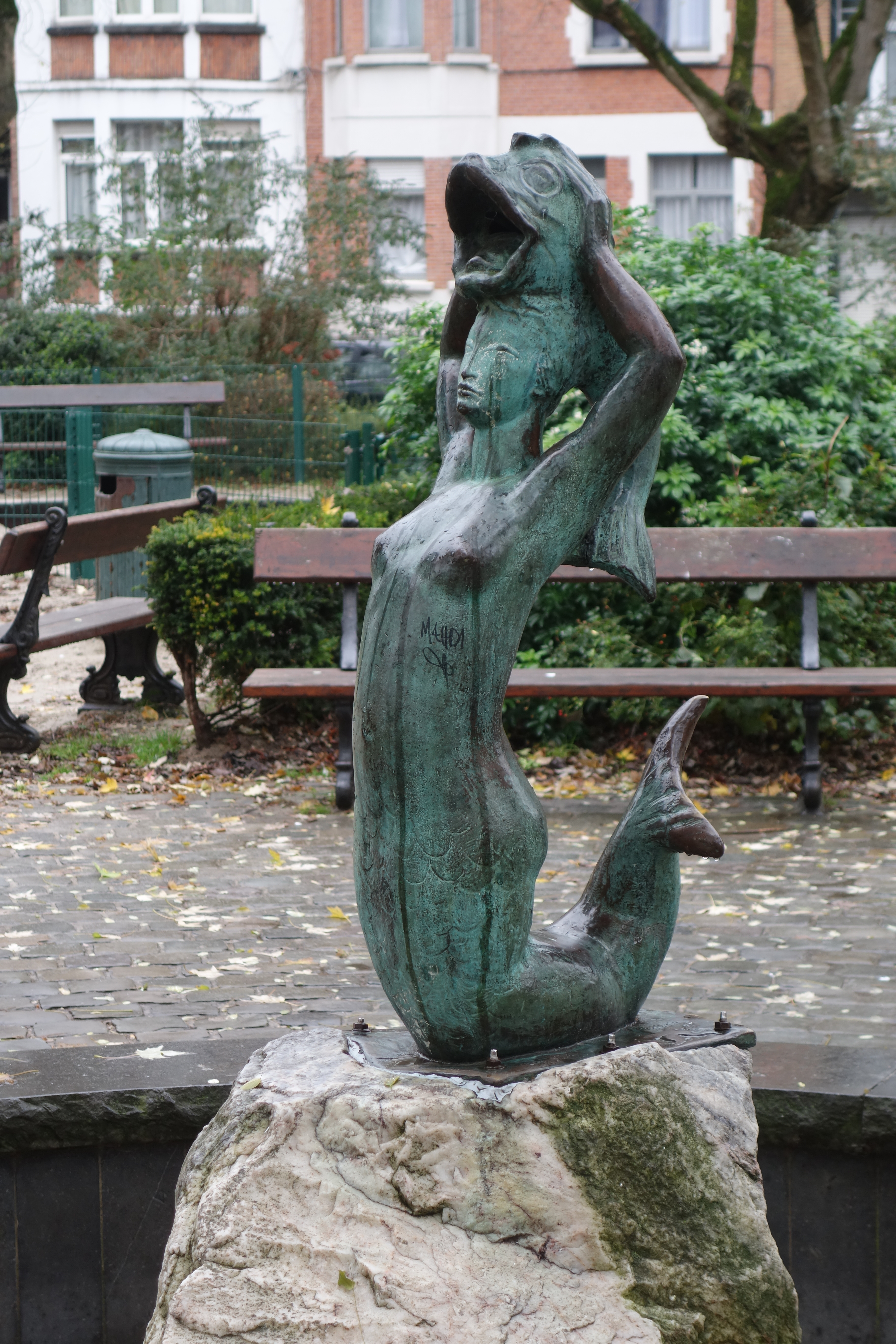
Le bassin du square de Léopoldville à Etterbeek est alimentée en eau par une sirène de bronze agenouillée du sculpteur Dolf Ledel, réplique de 1952 de celle qui ornait la piscine de première classe du Baudouinville.